# Čou-laj
Čou-laj (čínsky pchin-jinem Zhōulái, znaky 州來), byl starověký čínský stát v oblasti středního toku řeky Chuaj během období Jar a podzimů za dynastie Čou. Hlavní město téhož jména se nacházelo v nynějším okresu Feng-tchaj v prefektuře Chuaj-nan, na severu moderní provincie An-chuej. Vzhledem ke své strategické poloze se stal cílem expanzionistického státu Čchu, jenž jej na konci 7. století př. n. l. dobyl. Ačkoliv si stát Čou-laj nominálně zachoval svou autonomii, ve skutečnosti se stal loutkovým státem státu Čchu. Tento stav poté setrval do roku 529 př. n. l., kdy byl Čou-laj dobyt státem Wu, který posléze sesadil tamější vládnoucí rod.

## Historie
O státu Čou-laj jsou v soudobých historických záznamech pouze sporé informace, není známo ani datum založení, ani vládnoucí rod. Oblast povodí Chuaj-che, zejména na jih od řeky, v níž se později také nacházel stát Čou-laj, byla původně obývána domorodými národy Chuaj-i a nebyla pod nadvládou dynastie Čou. Podle záznamu v Kronice pozdních Chanů, pravděpodobně založeném na raném textu Bambusových análů, tyto chuaj'iské a další kmeny ve třináctém roce vlády čouského krále Mu (tj. 944 př. n. l.) utvořily konfederaci vedenou státem Sü, která oponovala dynastii Čou. Hanmo Zhang uvádí, že stát Čou-laj byl pravděpodobně založen v pozdním období Západní Čou (1046–771 př. n. l.), tedy zřejmě po rozpadu výše zmíněné konfederace.
Stát Čou-laj se nacházel v oblasti středního toku Chuaj-che, na místě, které se posléze v období Jar a podzimů, a během tzv. doby hegemonů, stalo značně strategickým. Na jihu Čou-laj sousedil se státem Lu (六), ve východním Chuaj-nanu sousedil se státy Šu, v regionu povodí Chuaj-che dále na východě sousedil se státem Čung-li, a se zbytky státu Sü.
Situace státu Čou-laj se stala kritickou po roce 623 př. n. l., kdy stát Čchu postoupil z oblasti horního toku Chuaj-che do bezprostřední blízkosti Čou-laje. Ačkoliv soudobé kroniky osud Čou-laje nezmiňují, je pravděpodobné, že jej stát Čchu podmanil na konci 7. století př. n. l., případně na přelomu 6. a 7. st. př. n. l. Čchu nicméně stát Čou-laj nezničil, nýbrž z něj formálně učinil jeden ze svých vazalských států; fakticky se Čou-laj ale stal loutkovým státem, a jeho hlavní město bylo považováno za město čchuské, sloužící jako vojenská základna čchuských vojsk.
Po roce 584 př. n. l. začal východní stát Wu narušovat do té doby hegemonické postavení státu Čchu v povodí Chuaj-che a oblasti Chuaj-nanu – tj. na jih od řeky Chuaj. Čou-laj byl opakovaně vystaven útokům státu Wu, načež stát Čchu roku 537 př. n. l. nechal Čou-laj opevnit, nicméně i tak bylo město roku 529 př. n. l. dobyto a obsazeno. O pět let později byl Čou-laj donucen státem Čchu podstoupit své území na sever od řeky Chuaj státu Sü (許).Město Čou-laj zůstal pod nadvládou státu Wu do roku 493 př. n. l., když se jeho oddaný spojenec, stát Cchaj, ocitl pod útokem stát Čchu. Stát Wu umožnil státu Cchaj se přesunout a přesídlit právě do Čou-laje, přičemž se z něj ale stal vazal státu Wu. Poté bylo město Čou-laj známé jako Sia-cchaj (下蔡, dosl. „Dolní Cchaj“). Poté, co v roce 473 př. n. l. stát Jüe dobyl a zničil stát Wu, bylo roku 447 př. n. l. město Čou-laj znovuobsazeno státem Čchu.